# Commissie van Toezicht op de Inlichtingen- en Veiligheidsdiensten
De Commissie van Toezicht op de Inlichtingen- en Veiligheidsdiensten (CTIVD) houdt toezicht op de Algemene Inlichtingen- en Veiligheidsdienst (AIVD) en de Militaire Inlichtingen- en Veiligheidsdienst (MIVD).

## Taken
De CTIVD toetst de rechtmatigheid van het handelen van de AIVD en de MIVD, alsmede van de handelingen die in opdracht van deze diensten worden verricht door andere overheidsorganen (zoals de politie). Daarnaast geeft zij advies over het functioneren (maar niet over doelmatigheid) en brengt zij advies uit met betrekking tot klachten over de diensten bij de betreffende ministers. 
De commissie maakt jaarlijks een verslag op van haar bevindingen, dat aan de minister wordt aangeboden ter commentaar. De definitieve versie wordt via de minister aangeboden aan de Kamers van het parlement (openbaar deel) en aan de Tweede Kamercommissie voor de Inlichtingen- en veiligheidsdiensten (geheim deel). De openbare versie van de verslagen worden ook op de website van de CTIVD gepubliceerd.
Naast diepte-onderzoeken introduceerde de CTIVD in 2020 een nieuw toezichtsinstrument, namelijk het informatiedossier. Dat kan aangemaakt worden naar aanleiding van iets dat bijvoorbeeld tijdens een ander onderzoek naar voren komt of door een melding vanuit de AIVD of de MIVD. Dit dossier kan vervolgens met nadere informatie worden gevuld en indien nodig tot een diepte-onderzoek leiden of op een andere manier worden afgerond.

## Organisatie
De CTIVD bestaat uit vier leden, waaronder een voorzitter, die voor een termijn van zes jaar op voordracht van de Tweede Kamer bij koninklijk besluit worden benoemd. De voorzitter van de commissie is tevens voorzitter van de afdeling toezicht, waarnaast een lid van de commissie als voorzitter van de afdeling klachtbehandeling (zie onder) fungeert. Beide afdelingen tellen drie leden, inclusief hun voorzitter. De commissie wordt ondersteund door een eigen secretariaat. Het secretariaat ondersteunt de CTIVD en haar afdelingen. Het secretariaat bestaat uit een secretaris, onderzoekers en ondersteunend personeel. Beheersmatig maakt de CTIVD onderdeel uit van het Ministerie van Algemene Zaken. 
Per 1 januari 2023 bestond de commissie uit de volgende leden:
- Dr. N.A.N.M. (Nico) van Eijk (voorzitter)
- Mw. mr. J.I.A. (Judith) Lichtenberg (lid)
- H.G. (Harm) Trip (lid)

In december 2014 werd een Kenniskring ingesteld, bestaande uit een zevental externe deskundigen die de CTIVD van advies en kritisch commentaar kunnen voorzien.
In maart 2024 trad voorzitter Van Eijk af wegens duurzaam verstoorde verhoudingen binnen de commissie.

### Afdeling klachtbehandeling
Onder de nieuwe Wet op de inlichtingen- en veiligheidsdiensten 2017 (Wiv 2017) is een aparte afdeling klachtbehandeling ingesteld. Deze onderzoekt en beoordeelt klachten over de AIVD, de MIVD, de betrokken ministers en de coördinator van de inlichtingen- en veiligheidsdiensten, alsmede meldingen over vermoedelijke misstanden bij deze diensten. Het oordeel van de afdeling klachtbehandeling is bindend. De leden van de afdeling klachtbehandeling maken geen deel uit van de CTIVD.

## Internationale samenwerking
Om ook toezicht te kunnen houden op de internationale samenwerking tussen inlichtingen- en veiligheidsdiensten, zoekt de CTIVD contact met buitenlandse toezichtorganen. Concreet is daartoe in 2015 een project van start gegaan waarbij de nationale toezichthouders uit België, Denemarken, Noorwegen, Zwitserland en Nederland inzichten en ervaringen met elkaar zijn gaan delen.
Op 14 november 2018 verscheen voor het eerst een gezamenlijk opgesteld rapport van de vijf genoemde toezichthouders, met name over de mogelijkheden van toezicht op de internationale uitwisseling van gegevens.
In 2019 trad ook de toezichthouder op de geheime diensten van het Verenigd Koninkrijk tot dit samenwerkingverband toe, waarna op 12 december 2019 een charter werd ondertekend en het de naam Intelligence Oversight Working Group kreeg. Het verband beschikt over een informeel secretariaat dat elke twee jaar rouleert en tot en met 2020 in handen van de CTIVD is.
Daarnaast werd in 2019, in de Ridderzaal in Den Haag, de European Intelligence Oversight Conference georganiseerd, waar 18 toezichthouders uit 16 landen aan deelnamen. Het ging daarbij met name om mogelijkheden voor toezicht op de internationale samenwerking tussen inlichtingen- en veiligheidsdiensten, iets waar de afzonderlijke nationale toezichthouders tot dan toe weinig of geen zicht op hadden.